# ヨノ型潜水艇
ヨノ型潜水艇、もしくはヨンオ級潜水艇（SSM YONO CLASS）は、北朝鮮が建造しているとされ、イラン・北朝鮮が保有する特殊潜水艇である。ヨノ（연어）とは朝鮮語で鮭の意味。そのため、日本語に訳された際にサーモン型潜水艇、もしくはサケ型潜水艇とも呼称される。

## 性能
北朝鮮が新型の特殊潜水艇として約10隻保有するとされる。近年に輸出用として建造され、夜間暗視装置など各種高性能装備を備え、船体はステルス性を高める特殊構造をしているとされる。
船体の大きさはサンオ型潜水艦とユーゴ型潜水艇の中間にあたる。北朝鮮では軍事諜報任務を担当する偵察局に属していると考えられており、工作員の潜搬入任務などの使用が推測される。

## 運用
2010年3月26日、韓国海軍のコルベット「天安」（PCC-772）が沈没した事件について、韓国海軍は原因を北朝鮮製CHT-02D重魚雷（長魚雷）による攻撃と断定したが、さらにヨノ型潜水艇がCHT-02D重魚雷を発射した可能性があるとの見解を韓国の調査団は同年5月20日に発表している。なお、北朝鮮の祖国平和統一委員会は関与を否定している。
ヨノ型潜水艇はイランにカディル型潜水艇として3隻輸出された事例がある。ただし、イランはカディル型を国産開発としており、進水式の写真を公開していることから、ライセンス生産の可能性がある。なお、カディル型の内部映像は数年前に公開されており、計器のグラスコックピット化など各種機器の近代化が窺える。同型であるヨノ型潜水艇も同様の装備がなされている可能性がある。
2016年3月には当局者の談話として、米国防省がヨノ型潜水艇1隻が行方不明になっていることを確認したことを、複数の米メディアが報じた。

## 登場作品

### 小説
『ゼロの迎撃』
作品終盤にて、日本国内にて破壊活動を行った北朝鮮特殊部隊の脱出に使われるも、4時間におよぶ追跡の末、海上自衛隊第1護衛隊群の護衛艦と第2潜水隊群の潜水艦により包囲され、自爆・自沈した。

## 参考資料
1. 1 2  「世界の海軍2010-2011」『世界の艦船』2010年4月号増刊 第723集 海人社
2. 1 2  “潜水艦が迂回潜入…近接魚雷攻撃” - デイリーNK
3. 1 2  “哨戒艦沈没：北はどのように侵入・攻撃したのか（上）”. 朝鮮日報
4. ↑  天安沈没に関する韓国調査団発表資料の英訳 - 英国BBC
5. ↑  “哨戒艦沈没への関与説は「謀略」 北朝鮮が韓国を非難”. 産経新聞. (2010年5月20日) 2011年1月13日閲覧。
6. 1 2 3  “哨戒艦沈没：北はどのように侵入・攻撃したのか（下）”. 朝鮮日報
7. ↑  “Yono Class / Ghadir Class Midget Submarine”.   Globalsecurity. 2011年1月13日閲覧。
8. ↑  inside ghadir submarine カディル型の内部映像 - YouTube
9. ↑  「海外艦艇ニュース 北朝鮮潜水艦が行方不明か?」『世界の艦船』第838巻、海人社、2016年6月。